# Tangga Batu (Hatonduhan)
Tangga Batu is een bestuurslaag in het regentschap Simalungun van de provincie Noord-Sumatra, Indonesië. Tangga Batu telt 3865 inwoners (volkstelling 2010).